# Lucena (Philippines)
Pour les articles homonymes, voir Lucena (homonymie).
Lucena est une ville de 1re classe, capitale de la province de Quezon aux Philippines. Selon le recensement de 2012 elle est peuplée de 275 000 habitants.

## Barangays

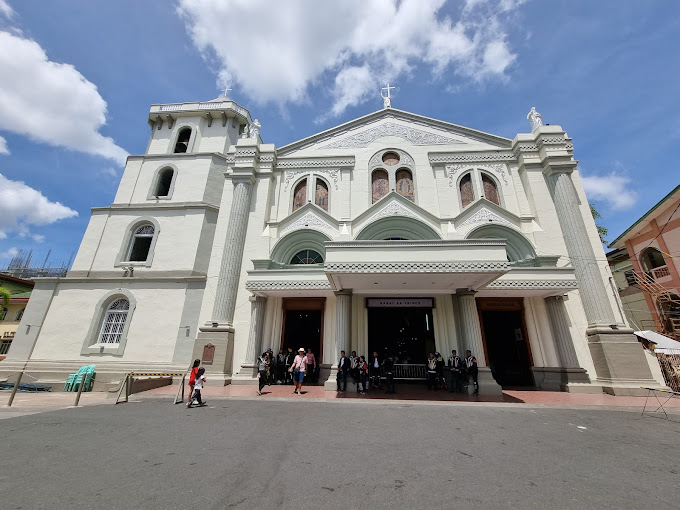
La Cathédrale en 2023

Lucena est divisée en 33 barangays.
- Barangay 1
- Barangay 2
- Barangay 3
- Barangay 4
- Barangay 5
- Barangay 6
- Barangay 7
- Barangay 8
- Barangay 9
- Barangay 10
- Barangay 11
- Barra
- Bocohan
- Mayao Castillo
- Cotta
- Gulang-Gulang
- Dalahican
- Domoit
- Ibabang Dupay
- Ibabang Iyam
- Ibabang Talim
- Ilayang Dupay
- Ilayang Iyam
- Ilayang Talim
- Isabang
- Mayao Crossing
- Mayao Kanluran
- Mayao Parada
- Mayao Silangan
- Ransohan
- Salinas
- Talao-Talao
- Market View

## Démographie
| Année | Habitants | Évolution |
| ----- | --------- | --------- |
| 1980  | 107 880   | -         |
| 1990  | 150 624   | 39,62 %   |
| 1995  | 177 750   | 18,01 %   |
| 2000  | 196 075   | 10,31 %   |
| 2005  | 220 834   | 12,63 %   |
| 2007  | 236 390   | 7,04 %    |
| 2009  | 251 575   | 6,42 %    |
| 2010  | 246 392   | -2,06 %   |
| 2012  | 275 000   | 11,61     |

## Jumelages
- Baguio (Philippines)
- Makati (Philippines)
- Naga (Philippines)

## Personnalités
- Paz Márquez-Benítez (1894-1983) femme de lettres née à Lucena.